# Marrubiu
Marrubiu è un comune italiano di 4 515 abitanti della provincia di Oristano in Sardegna. Situata nel Campidano di Oristano, è collocata ai piedi del Monte Arci.

## Geografia fisica

### Territorio
Marrubiu si trova in una delle zone più fertili della Sardegna, in un'area temperata sia grazie alla vicinanza del mare che al Monte Arci. Centro agricolo e agropastorale, si trova ai margini orientali del Campidano di Oristano, il paese rimane infatti limitrofo all'Alta Marmilla. Il territorio comprende una parte del Monte Arci che si caratterizza per la presenza di querce da sughero, lecci e grandi spazi occupati dalla macchia mediterranea e raggiunge in agro marrubiese l'elevazione di 791 metri sul livello del mare.
Prima della grande opera di bonifica che ha determinato la nascita di Arborea divideva col vicino comune di Terralba la più grande laguna della regione oristanese, il Sassu, oggi totalmente prosciugato.

## Storia
La storia di Marrubiu è imprescindibilmente legata a una delle più importanti ricchezze del suo territorio, l'ossidiana del Monte Arci. Questa roccia vulcanica, di cui si possono osservare tuttora alcuni importanti affioramenti, venne sfruttata sin dal Neolitico per la fabbricazione di armi e strumenti e commerciata dai preistorici sardi in buona parte del bacino del Mediterraneo. Nello specifico l'ossidiana del Monte Arci raggiunse le coste del midi francese, la Corsica e alcuni insediamenti dell'Italia settentrionale, dalla Toscana alla Liguria e fino all'Emilia-Romagna.
Della preistoria del territorio si conservano le tracce in alcuni importanti giacimenti di ossidiana di cui è stato accertato lo sfruttamento sin dall'antichità, situati nelle località di Tzipaneas, Murus, Monte Sparau.
Le successive tracce antropiche nel territorio di Marrubiu risalgono all'Età nuragica, che si dipana tra l'Età del Bronzo e l'Età del Ferro quando in tutto il territorio vengono costruiti nuraghi semplici e complessi, sia in montagna che in pianura.
Alcuni di queste costruzioni attualmente sono scarsamente visibili, come il nuraghe Su Nuraxi, presso l'attuale Camposanto, o il Nuraghe Ruinas, presso il confine comunale che divide Marrubiu da Terralba. Altre fonti incerte lasciano ipotizzare che un altro nuraghe fosse situato laddove oggi sorge la chiesa parrocchiale. In gran parte queste testimonianze sono scomparse a causa di lavori agricoli particolarmente invasivi oppure per il riutilizzo dei blocchi da costruzione come materiale edilizio anche in epoca moderna.
Le prime testimonianze storiche documentabili risalgono all'età punica avanzata; intorno al paese si possono ancora osservare scarse testimonianze di alcune fattorie rurali sorte in età romana repubblicana per migliorare lo sfruttamento agricolo di queste fertili terre. Tra queste ricordiamo Ruinas, Fossaus, Acciou Piscus, Benazzedda, il nuraghe Spignau e Muru Is Bangius, dove pochi secoli dopo sorse il famoso Praetorium.
In età romana imperiale, come nel resto del territorio provinciale sardo, si registra un fenomeno di inurbamento in villa: vengono abbandonate le piccole fattorie a favore di insediamenti più grandi, evidentemente più funzionali. L'insediamento più importante di questo periodo è certamente il Praetorium di Muru Is Bangius, abitato fino al basso impero, con testimonianze che raggiungono la piena età bizantina.
Le vicende storiche che portano alla nascita del moderno centro di Marrubiu si sviluppano a partire dall'XI secolo, con la nascita del villaggio di Zuradili nella diocesi di Tharros, giudicato di Arborea, parte della curatoria di Bonorzuli. Durante l'età giudicale si hanno poche testimonianze, in parte desumibili dalla toponomastica: si ricorda Su Moru 'e is Pisanus (il sentiero dei pisani), o Su Genovesu, che ci danno alcune informazioni sui frequentatori della zona. Ulteriore conferma delle attività commerciali probabilmente gestite o comunque intraprese dalle repubbliche marinare durante questa parte del Medioevo sono alcuni genovini in argento (coniati dalla zecca di Genova tra 1139 e 1339) rinvenute nella zona di Zuradili.
Alla caduta del giudicato (1420) entrò a far parte del Marchesato di Oristano, e alla sconfitta di quest'ultimo (1478) passò sotto il dominio aragonese e divenne un feudo.
Ulteriori notizie si hanno a partire dal XVII secolo quando, evidentemente dopo un periodo di forte crisi, il villaggio di Zuradili venne ripopolato nel 1644. Questo tentativo fu vano dal momento che gli abitanti del borgo chiesero ben presto il trasferimento a valle, che si concretizzò nel 1659 con la nascita del moderno centro di Marrubiu.
Nel 1712 formò il marchesato di San Carlo, che fu concesso prima ai Bono e poi ai Paliaccio, ai quali fu riscattato nel 1839 con la soppressione del sistema feudale.

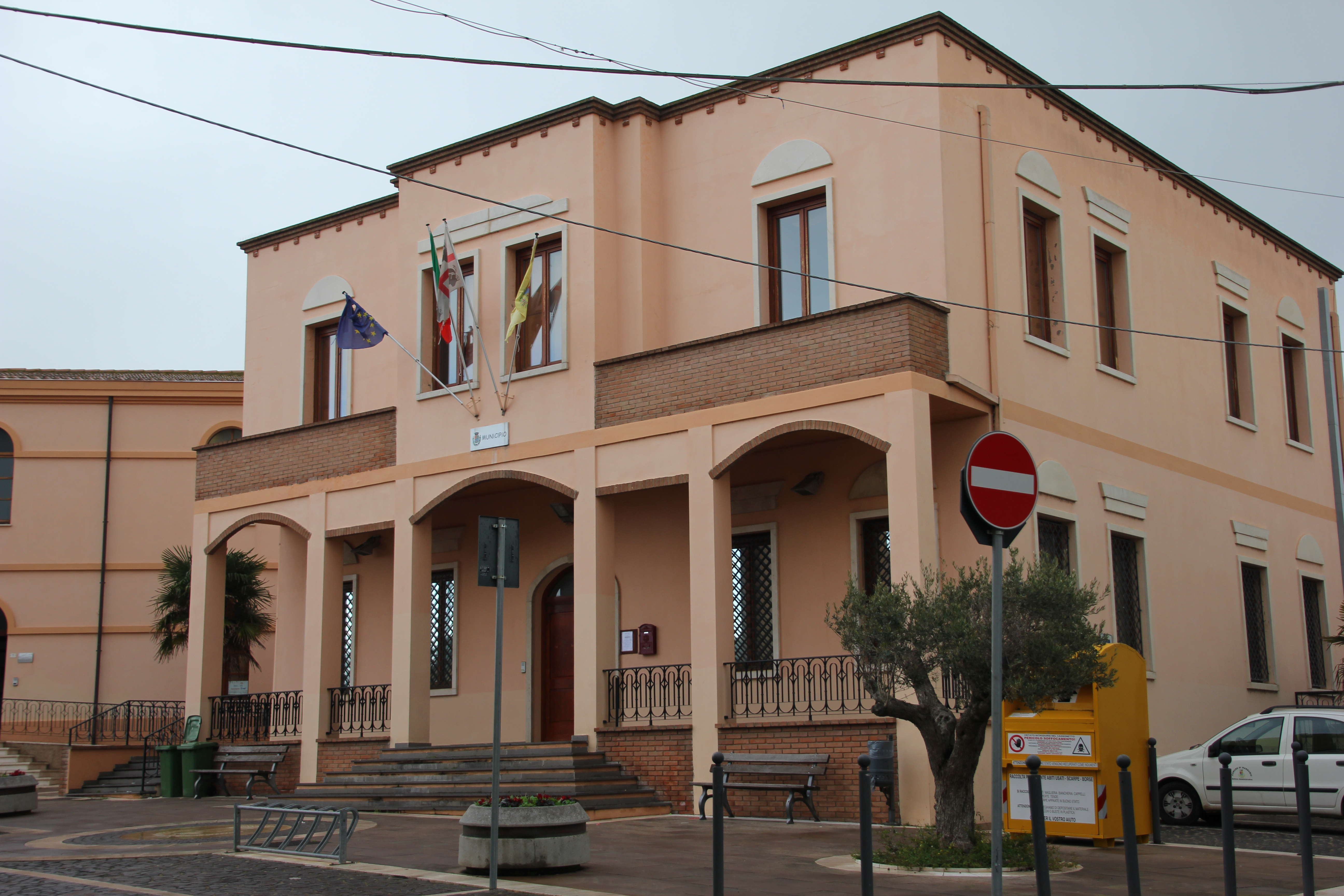
Municipio

Nel 1948 Marrubiu da 20 anni frazione del comune di Terralba viene nuovamente elevata a comune indipendente a seguito della rivolta degli abitanti del 10-13 dicembre 1947 contro l'unione al comune di Terralba, in cui i marrubiesi si ribellarono per l'indipendenza del proprio comune. La rivolta è culminata durante una manifestazione con l'assassinio di Terenzino Trudu da parte delle forze dell'ordine.

### Simboli
Lo stemma e il gonfalone del comune di Marrubiu sono stati concessi con decreto del presidente della Repubblica del 20 gennaio 1998.
Lo stemma è uno scudo semipartito troncato: nella prima partizione, di rosso, tre spade d'argento poste in ventaglio; nella seconda, di verde, un covone di spighe di grano d'oro, legato di rosso; nella terza, di azzurro, è rappresentata la chiesa di Santa Maria Zuradili, d'oro, sulla pianura di verde.
Il gonfalone è un drappo di giallo.

## Monumenti e luoghi d'interesse

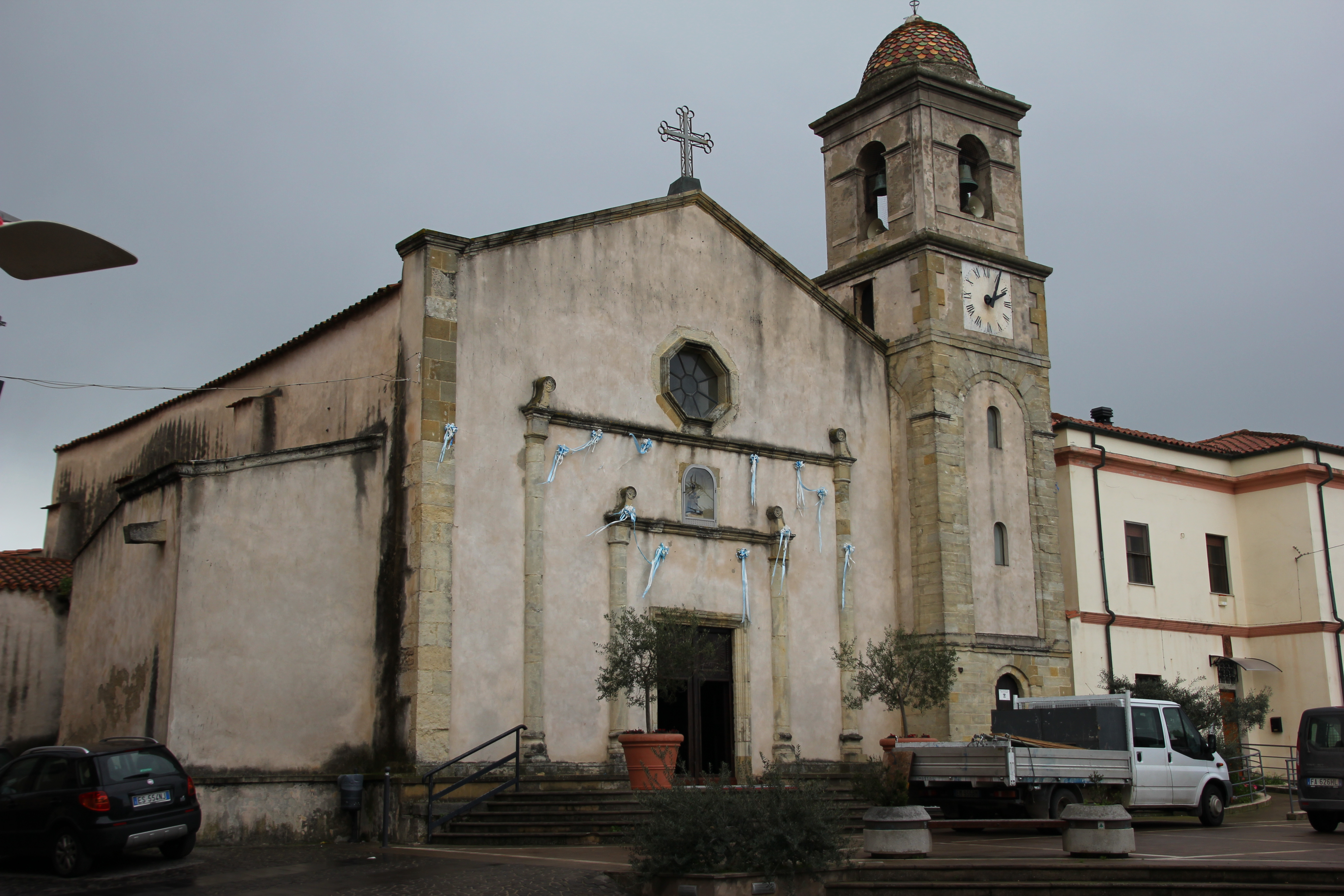
Chiesa di Nostra Signora di Monserrat

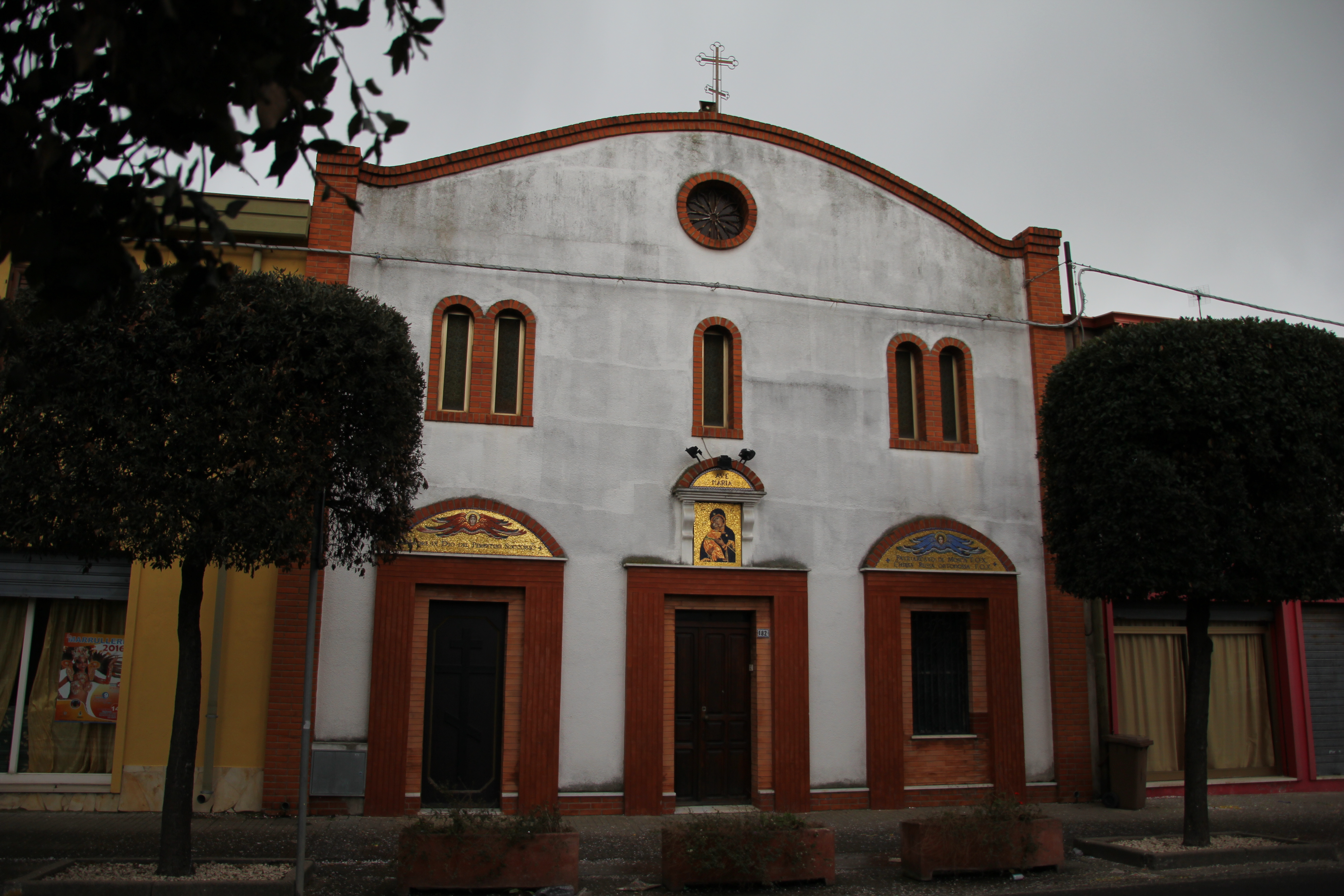
Chiesa ortodossa della Madre di Dio

### Architetture religiose
Alle pendici del vicino Monte Arci sorge la chiesetta campestre di Santa Maria Zuarbara o Zuradili. La piccola chiesa, costruita nel XVII secolo insieme al villaggio omonimo, è stata ricostruita nei primi decenni del secolo scorso e inaugurata nel 1938, quando ritornò ad essere la sede dei festeggiamenti della Madonna di Zuradili, molto sentita dagli abitanti del paese.

### Siti archeologici
A nord-est del paese, alle pendici del Monte Arci, vicino al confine col territorio comunale di Morgongiori, si trova il complesso nuragico di Sa 'Omu 'e S'Orku. Si tratta di un nuraghe complesso in gran parte interrato e circondato da un grande villaggio di capanne circolari, di cui si possono cogliere le tracce sul terreno. Alle spalle di questo complesso, all'estremità del pianoro chiamato Pranu Pira, si trova il nuraghe Spignau risalente all'Età del Bronzo antico, con struttura a corridoio, tipica dei protonuraghi. In località Ceddus, immerse nei boschi, si possono ammirare le spoglie di un altro nuraghe complesso, anch'esso in gran parte interrato e circondato da un imponente antemurale in parte crollato.
Il sito archeologico più importante, che rappresenta un unicum in Sardegna, è il Praetorium di Muru Is Bangius. Si tratta di una struttura residenziale sorta in età imperiale, nel II secolo d.C., come luogo di sosta per il governatore della provincia che necessitava di spostarsi dalla sua residenza ufficiale di Karalis verso le lontane colonie e municipia della Sardegna settentrionale. La struttura era dotata di un impianto termale fornito di bellissimi mosaici e rivestimenti marmorei, mentre la villa vera e propria era decorata con intonaci dipinti con motivi molto vari e colorati di grande suggestione.
Nelle campagne intorno al paese si trovano i resti di alcuni insediamenti archeologici del periodo punico e romano, interpretabili come fattorie rurali.

### Monte Arci
Il Monte Arci ricade in parte nel territorio comunale di Marrubiu.
In particolare nell'agro marrubiese ricade il torrione basaltico chiamato nel sardo locale Su Corongiu de Sitzoha (463 metri sul livello del mare), questo torrione è immerso nella lecceta in località Ceddus.
Il territorio del monte si presenta aspro e selvaggio, la vegetazione è composta specialmente da lecci, sughere, olivastri e piante tipiche della macchia mediterranea come il mirto e il lentisco.
La fauna è composta prevalentemente da cinghiali, volpi, martore, lepri, conigli e donnole.
Anche l'avifauna è molto presente nel monte con i tipici volatili di piccole dimensioni come allodole, upupe, merli, colombacci, pernici, picchi e altri volatili.
I rapaci principali sono il falco pellegrino, l'astore, il gheppio, la poiana e il barbagianni, anche se delle volte nelle località più impervie e alle quote più alte è possibile imbattersi nell'aquila reale.

## Società

### Evoluzione demografica
Abitanti censiti

### Lingue e dialetti
La variante del sardo parlata a Marrubiu è una variante del campidanese oristanese.

## Cultura

### Eventi

#### Su Marrulleri
A Marrubiu si svolge una delle più importanti manifestazioni carnevalesche della regione. Si chiama "Su Marrulleri" e ogni anno ospita numerosi carri allegorici e gruppi mascherati non solo del paese, ma provenienti anche da tanti altri centri dell'isola, che la prima domenica di Quaresima si radunano a Marrubiu per sfilare insieme creando un'atmosfera molto suggestiva. Lo spettacolo è costituito da coloratissime maschere a piedi, mentre i carri allegorici ripropongono tematiche di attualità, vivacizzate ed enfatizzate dalla grande sensibilità artistica dei loro autori. "Su Marrulleri" nasce nel 1979 come manifestazione locale a cui partecipa tutto il paese. L'organizzazione attuale prevede l'apertura della festa con la sfilata di cui sono protagonisti i bambini, seguita da altre due giornate dedicate alle sfilate dei gruppi e carri allegorici; dal 1995 la seconda giornata ospita il grande raduno interprovinciale. Il simbolo della festa, conteso tra i marriubiesi come premio per il miglior carro allestito, è una testa di legno scolpita da un artigiano locale, Franco Spiga, che rappresenta proprio "Su Marrulleri", che letteralmente significa il marrubiese contento e scherzoso.

## Infrastrutture e trasporti

### Strade
Rispetto alla conformazione del territorio e della viabilità locale il paese si trova in una collocazione molto favorevole, Marrubiu è infatti adiacente alla SS 131, ed inoltre vi ha termine il percorso della SS 126. Nel territorio ha inizio la SP 68, che collega facilmente Marrubiu alla vicina Siamanna e ad altri comuni vicini come Allai e Fordongianus, per poi proseguire con la SP 33 attraverso il Mandrolisai.

### Ferrovie

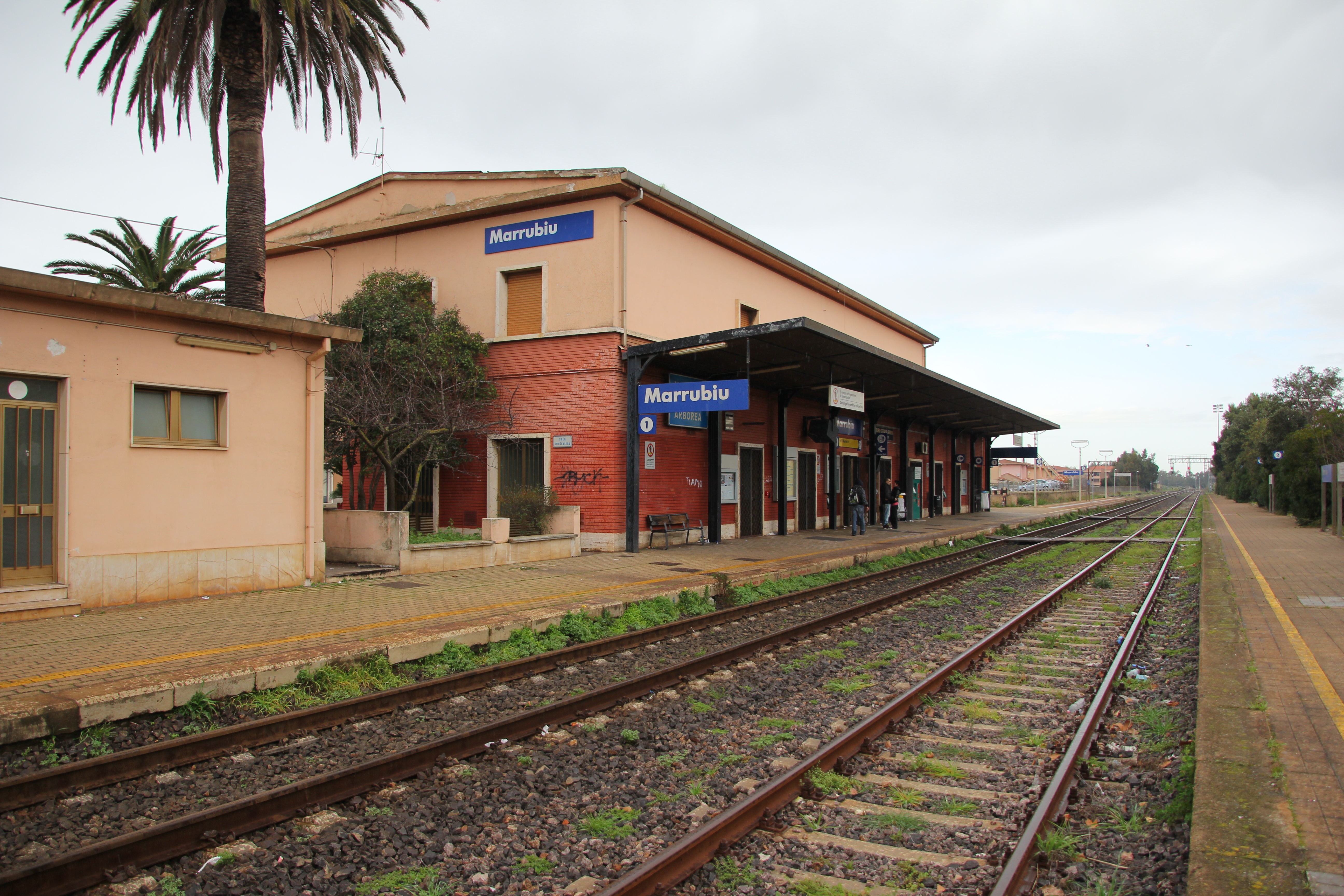
La stazione di Marrubiu-Terralba-Arborea, l'unico scalo ferroviario del territorio comunale su cui viene effettuato il servizio viaggiatori da parte di Trenitalia

Marrubiu è servita dal 1872 dalla stazione di Marrubiu-Terralba-Arborea: tale impianto, situato lungo la ferrovia Cagliari-Golfo Aranci, è gestito da RFI e servito dai treni di Trenitalia. Una seconda stazione nel territorio comunale è situata nella frazione di Sant'Anna, sebbene disabilitata al servizio viaggiatori dal 2008.